# معبد اسکلپیوس

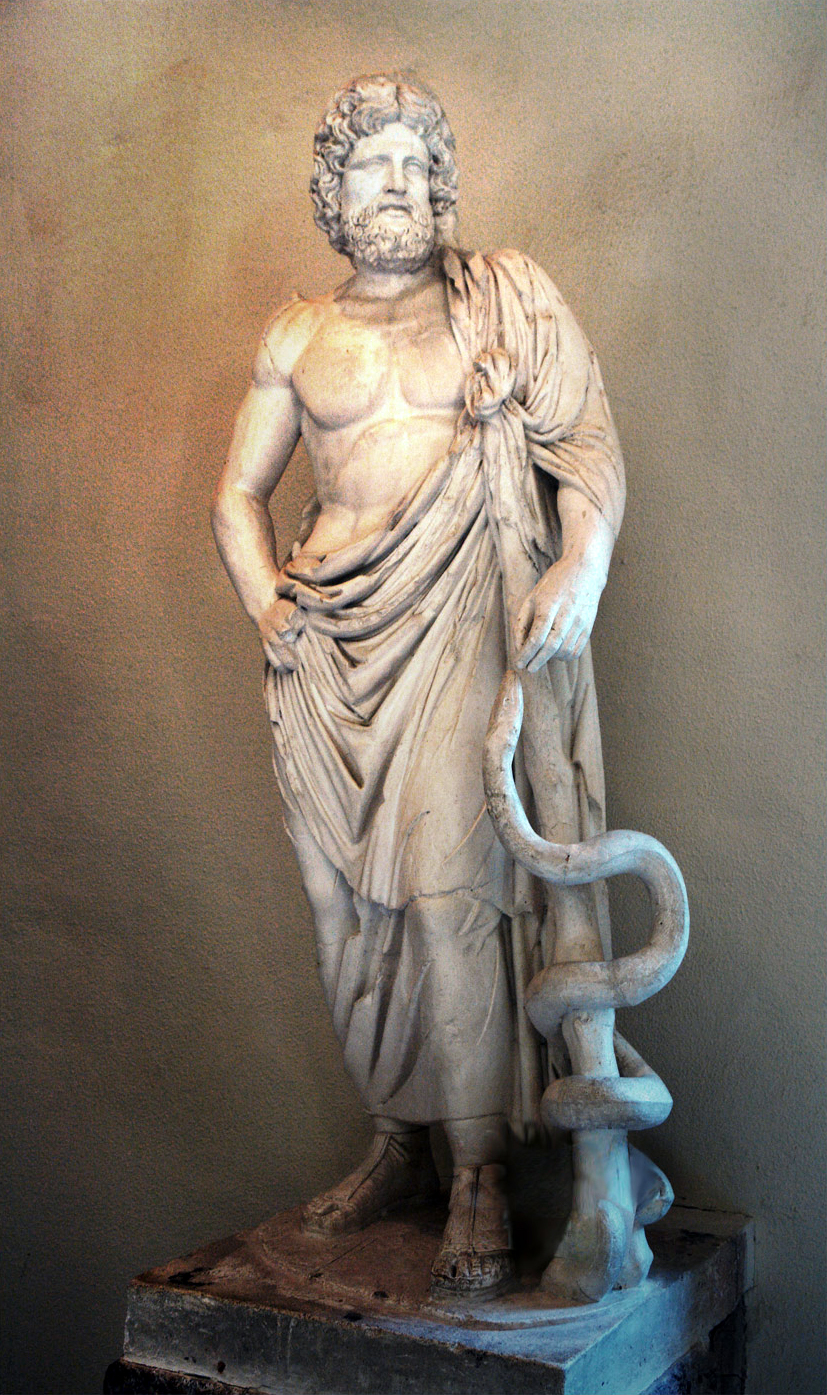
آسکلپیوس با چوبدست‌اش، موزه باستان‌شناسی اپیداروس

معبد اسکلپیوس یا معبد اسقلبیوس یک پرستشگاه در اپیداروس برای اسقلبیوس بود. این معبد پرستگاه اصلی اسقلبیوس بود. این پرستشگاه در اپیداروس رقیب مکان‌های اصلی فرقه‌ای در المپیا و دلفی بود. این معبد در ابتدای سده چهارم پیش از میلاد ساخته شد. اگر این معبد در سده چهارم پس از میلاد همچنان به کار برده می‌شد، احتمالاً در طول آزار و اذیت مشرکان در اواخر امپراتوری روم بسته شده‌است.

## عبادت

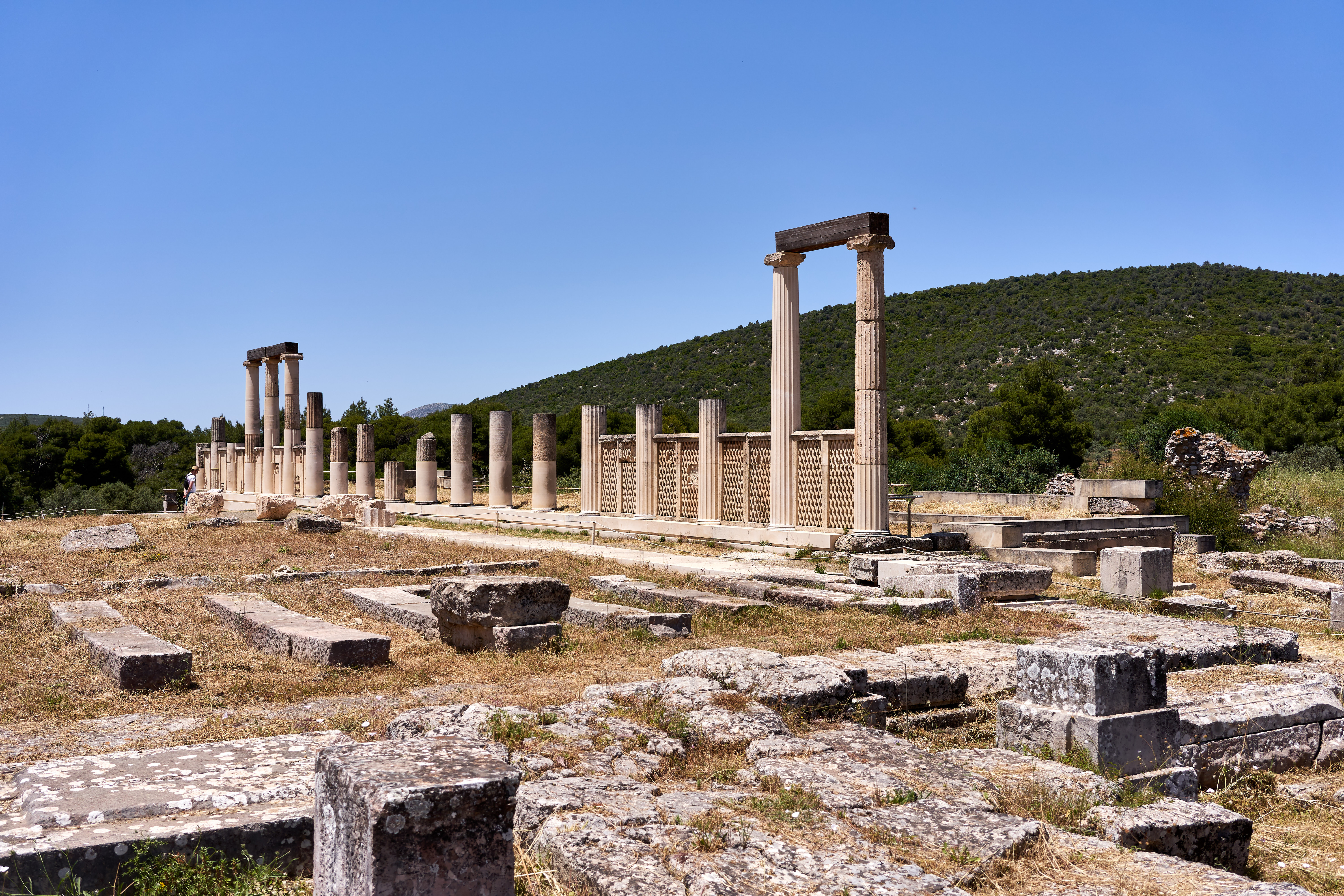
معبد اسکلپیوس

این معبد در آیین آسکلپیوس ارزش مذهبی بالایی داشت. این بنا یک زیارتگاه مقدس در جهان باستان بود و پرستش آسکلپیوس در مکان‌های منصوب به او را تحت تأثیر قرار داد. پوسانیاس توصیف می‌کند که مارها چگونه برای خدای در بنا مقدس بودند: «مارها، به‌ویژه یک گونهٔ دارای رنگ عجیب مایل به زرد، برای آسکلپیوس مقدس به‌شمار می‌روند.»
معبد نمی‌توانست کارکردی پس از سدهٔ چهارم یا پنجم داشته باشد، زمانی که همه زیارتگاه‌های بت‌پرستان در طول آزار و اذیت مشرکان در اواخر امپراتوری روم بسته شدند.